# FIA GT
Чемпионат FIA GT — чемпионат по гонкам автомобилей Гран Туризмо, проводимой Stéphane Ratel Organisation (SRO) под эгидой ФИА. Проводит гонки с 1997 года, преимущественно в Европе, совмещая с выездными этапами, главным образом, в Азии.

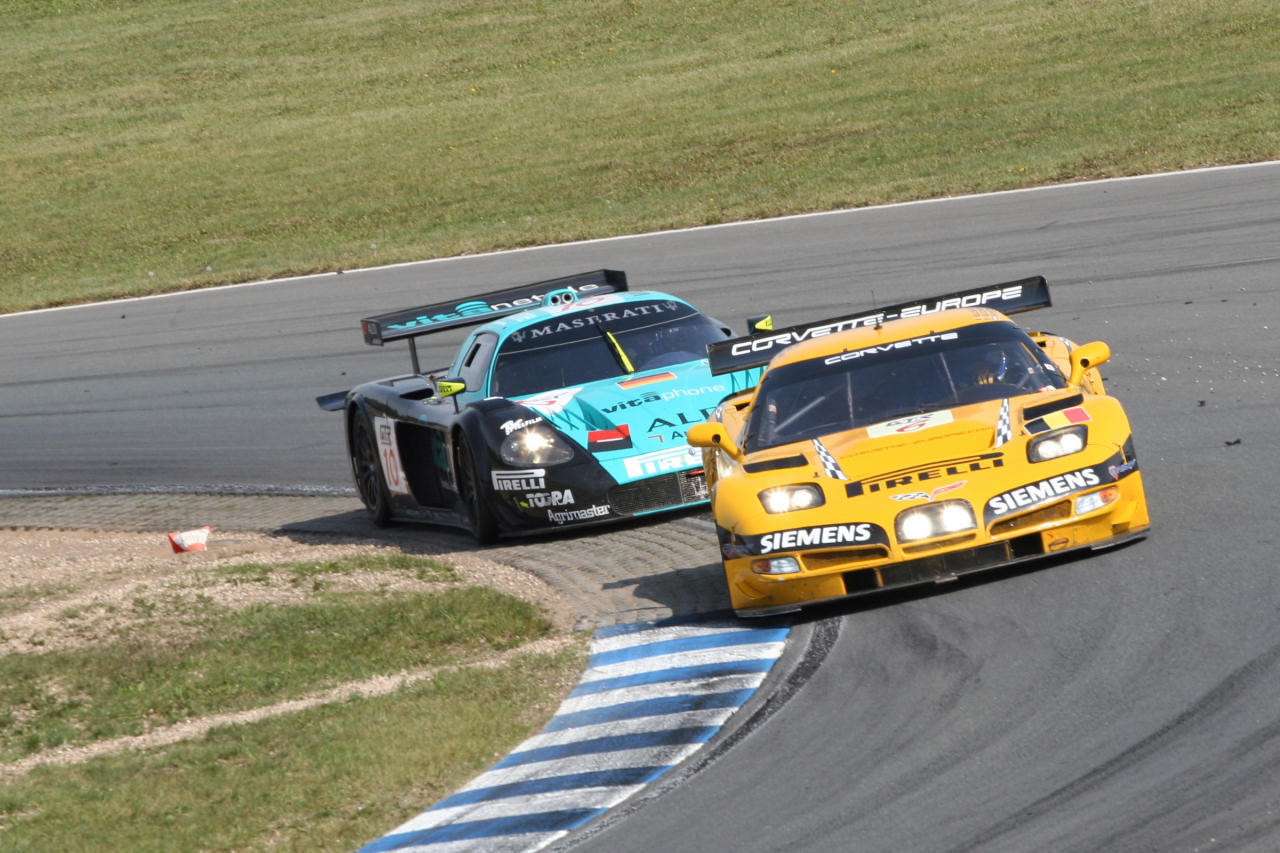
Maserati MC12 преследует Chevrolet Corvette C5-R

## История
В 1997 году ФИА, в ответ на рост интереса к гонкам ГТ со стороны производителей, таких как Мерседес-Бенц, Порше, Паноз, взяла под свой контроль набирающую популярность Серию BPR Global GT, ограничив длину гонок в 500 км (вместо прежних 4-х часов), выпустив новый, более либеральный технический регламент и передав коммерческие вопросы в руки одного из основателей BPR Global GT, Стефана Рателя, получившего поддержку со стороны европейского кабельного канала Евроспорт. Новые производители строили омологационные партии в 25 машин, чтобы в полной мере пользоваться новыми правилами, допускающими фактически спорт-прототипы. Chrysler, Lister и Marcos, не желавшие втягиваться в новую гонку расходов, перешли в низший класс GT2. Это оказалось мудрым решением, ибо Мерседес полностью доминировал в старшей категории, так что остальные участники после бесперспективной двухлетней борьбы с заводскими Mercedes-Benz CLK-GTR, покинули класс GT1, упразднённый в 1999 году. В оставшейся младшей категории GT2 доминировал Chrysler Viper, изредка встречая конкуренцию со стороны стареющих Porsche 993 GT2 и Lister Storm.
С тем чтобы дать возможность участия для менее подготовленных пилотов была учреждена категория N-GT. Если в старшем классе было представлено несколько марок, то в младшей выступали практически одни Ferrari и Porsche, однако эксплуатационные расходы были низки и это привлекало участников. Для повышения статуса чемпионата SRO добавила в календарь гонку 24 часа Спа, где прежде участвовали кузовные машины. Также FIA запретила участие заводских команд, хотя некоторые команды пользовались у своих производителей преференциями, особенно в стане команд Porsche.
После 2004 года FIA изменила названия классов с GT и N-GT на GT1 и GT2 соответственно, а также несколько либерализовала технический регламент, допустив центрально-моторные суперкары. Хотя это было сделано с расчетом на участие машин Saleen S7, но наибольшую выгоду извлек Maserati MC12, полу-прототип созданный на базе Феррари Энцо, так что FIA была вынуждена ограничить аэродинамику этих машин. В итоге система весовых балластов более-менее уравняла участников, сделав борьбу более плотной и позволяя джентльмен-драйверам навязывать борьбу более опытным и профессиональным коллегам, среди которых были и гонщики Ф1.

## Регламент

### Техника
В чемпионат допускаются три класса автомобилей, две основных — GT1 и GT2, а также G2 для машин омологированных в национальных чемпионатах, но не прошедших омологацию FIA. Машины строятся на базе омологационных партий, подтверждающих, что автомобиль серийный.
Машины GT1 являются наиболее мощными и технически сложными. Омологационные партии не столь велики — сначала это было 25 машин, затем 50 — а объём переделок очень велик. Двигатель создаётся на основе серийного блока цилиндров, но вспомогательные системы могут подвергаться полной замене, трансмиссия совершенно новая, в том числе по причине запрета автоматических и полуавтоматических (секвентальных) КПП, а также полного привода. Новой должна являться и подвеска, приближенная к чисто гоночным образцам. Серьёзным изменениям подвергается и кузов — материалы заменяются на пластик, в ряде случаев изготавливаются новые кузовные детали, объединяющие несколько деталей, например, капот. Аэродинамика включает передний сплиттер, плоское днище с диффузором и заднее стандартное крыло. В кабине устанавливается омологированная капсула безопасности. Кроме того, машины оснащены стандартным гоночным оборудованием — системой заправки топливом и пневматическими домкратами, поднимающими машину на пит-стопе. (домкраты работают от внешнего источника — на пит-стопе механик подсоединяет машину к компрессору и тот создает давление в домкратах)
Минимальная масса машин GT1 определяется в 1100 кг, за успешные выступления экипаж получает весовые гандикапы, уравнивающие его возможности с менее успешными машинами, давая им шанс проявить себя. Мощность двигателей достигает 575—630 л. с. Используются или использовались машины типов:
- Ferrari 550/575
- Aston-Martin DBR9, DB9
- Chevrolet Corvette C5/C6R, Z06
- Lamborghini Murcielago R-GT, Murcielago R-SV
- Maserati MC12
- Saleen S7R
- Chrysler Viper
- Ford GT
- Nissan GT-R
- Porsche 911

Машины GT2 менее сложны и больше приближены к своим дорожным собратьям, объём переделок в них значительно меньше (хотя участники и отмечают, что объём электроники превосходит таковой на спортпрототипах недавнего прошлого). Также машины GT2 обычно несколько меньше машин старшей категории, имеют двигатели меньшего объёма. Мощность обычно на уровне 450—520 л. с., масса 1150 кг. Используются или использовались машины следующих типов:
- BMW M3 GTR (e46)
- BMW M3 GT2 (e92)
- Ferrari 458 Italia GTE
- Ferrari F430GT
- Ferrari 360GT
- Porsche 911 (993, 996, 997 модификаций GT3)
- Spyker C8/C8 Laviolette
- Chrysler Viper
- Aston Martin Vantage
- Aston Martin DBRS9

Кроме FIA GT машины категорий GT1/GT2 допускаются и во множество других гонок на выносливость. ACO допускает их в гонки Серии Ле-Ман и 24 часа Ле-Мана, но не допускает туда автомобили Maserati MC12. IMSA допускает эти машины в гонки Американской серии Ле-Ман, но оставляет за собой право изменять рестрикторы и балласт отдельных машин с целью уравнивания шансов участников. Также эти категории допускаются в различные национальные чемпионаты GT — итальянский, французский, бельгийский, английский.

### Гонки
Чемпионат FIA GT изначально являлся гонками на выносливость — продолжительность его гонок достигала 3 часов (или 500 км), что впрочем было меньше, чем у предшествующей серии BPR Global GT — 4 часа. Особняком стояла гонка 24 часа Спа. При этом чемпионат проводил свои гонки совместно с ETCC (затем WTCC) и освещался одним каналом — Eurosport. Однако по завершении сезона 2005 года Евроспорт потребовал сокращения длины гонок до 2-х часов, на что Ратель не согласился и чемпионаты разошлись в расписании. Впрочем, уже через год, в сезоне 2007 года SRO самостоятельно уменьшила длину гонок до 2-х часов, в интересах телевидения, в сезоне 2008 года гонка в Бухаресте была проведена двумя отрезками по 1 часу каждый, а на сезон 2009 года все этапы запланированы с двумя 1-часовыми гонками. Также с 2007 года этап в Адрии проводится в вечернее время, на частично освещённой трассе с применением включённых фар.
Очковая система 8-местная, подобно большинству серий ФИА — 10-8-6-5-4-3-2-1. В гонке в Бухаресте 2008 года при использовании системы 2-х 1-часовых заездов в каждом начислялась половина очков. В гонке 24 часа Спа очки начисляются трижды — по половине обычного очкового запаса по истечении 6 и 12 часов гонки, а также полный набор очков на финише, таким образом максимально можно заработать 20 очков.
Машинами управляют экипажи из 2-х человек, с 2007 года экипажи должны совершить две обязательных остановки в боксах, в том числе, для замены водителя (не меньше 1 раза). При формате одно-часовых заездов замена должна производиться один раз. На гонке 24 часа Спа в экипаже могут состоять и 3, и 4 гонщика, нередко основной экипаж приглашает не задействованных в основном чемпионате гонщиков.
Старт гонок осуществляется с ходу, финиш дается по временной отсечке, после завершения лидером круга на котором он находился в момент истечения времени гонки. Все классы — GT1, GT2 и G2 — выступают совместно, но имеют отдельный зачет. Всего на старт выходит до трех и более десятков машин, а на суточную гонку в Спа заявляются и отдельные экипажи, не выступающие в чемпионате на полном расписании.

## Перспективы FIA GT
Дороговизна и сложность автомобилей GT1 привела к тому, что новые машины перестали появляться с 2005 г., а число участников старшего класса начало медленно снижаться. Поэтому SRO после долгих обсуждений решила изменить регламент класса с 2010 года. Регламент будет похож на GT2, но для больших по размерам машин. Увеличатся размеры омологационных партий, объём разрешённых доработок снизится, появятся стандартные узлы. Минимальная масса машин будет составлять 1250—1300 кг (для машин с мотором соответственно в 600 и 650 л. с.), что снизит потребность в дорогостоящих композитных материалах. Их мощность также несколько вырастет, предполагается что отдача мотора будет в районе 600—650 л. с. Под новый регламент в 2009 году вне зачета уже выставлены машины Ford GT и Nissan GT-R.
Также чемпионат получит статус мирового, для чего он должен будет увеличить число гонок за пределами Европы — в Азии, Южной Америке. Предполагается, что с новыми правилами число участников в обоих основных классах — GT1 и GT2 — возрастет настолько, что они смогут проводить заезды раздельно друг от друга. При этом GT2 выделится в отдельный Чемпионат Европы, игнорируя выездные этапы чемпионата мира GT1.
Западный автомобильный клуб Франции уже заявил, что новая категория GT1, скорее всего, будет допущена без ограничений на гонки серии Ле-Ман и 24 часа Ле-Мана.
Также есть предложение сменить классификацию — перевести машины GT2 в категорию GT1, а машины GT3 — в GT2. Кроме соображений удешевления участия организаторы выдвигают также соображения безопасности и необходимости снижения скоростей.

## Чемпионы
| Сезон | Чемпионы | GT1                                         | GT2                                    |
| ----- | -------- | ------------------------------------------- | -------------------------------------- |
| 1997  | Гонщик   | Бернд Шнайдер                               | Джастин Белл                           |
| 1997  | Команда  | AMG-Mercedes — Mercedes-Benz CLK-GTR        | Oreca — Chrysler Viper GTS-R           |
| 1998  | Гонщик   | Клаус Людвиг Рикардо Зонта                  | Оливье Беретта Педро Лами              |
| 1998  | Команда  | AMG-Mercedes — Mercedes-Benz CLK-LM         | Oreca — Chrysler Viper GTS-R           |
|       |          | GT                                          |                                        |
| 1999  | Гонщик   | Оливье Беретта Карл Вендлингер              | Оливье Беретта Карл Вендлингер         |
| 1999  | Команда  | Oreca — Chrysler Viper GTS-R                | Oreca — Chrysler Viper GTS-R           |
|       |          | GT                                          | N-GT                                   |
| 2000  | Гонщик   | Джулиан Бэйли Jamie Campbell-Walter         | Кристоф Бушю Patrice Goueslard         |
| 2000  | Команда  | Lister Racing — Lister Storm                | Larbre Compétition — Porsche 911 GT3-R |
| 2001  | Гонщик   | Кристоф Бушю Жан-Филипп Беллок              | Кристиан Пескатори Давид Терьен        |
| 2001  | Команда  | Larbre Compétition — Chrysler Viper GTS-R   | JMB Racing — Ferrari 360 Modena        |
| 2002  | Гонщик   | Кристоф Бушю                                | Стефан Ортелли                         |
| 2002  | Команда  | Larbre Compétition — Chrysler Viper GTS-R   | Freisinger — Porsche 911 GT3-RS        |
| 2003  | Гонщик   | Томас Бьяджи Маттео Бобби                   | Стефан Ортелли Марк Либ                |
| 2003  | Команда  | BMS Scuderia Italia — Ferrari 550 Maranello | Freisinger — Porsche 911 GT3-RSR       |
| 2004  | Гонщик   | Фабрицион Голлин Лука Капеллари             | Саша Маассен Лукас Лур                 |
| 2004  | Команда  | BMS Scuderia Italia — Ferrari 550 Maranello | Freisinger — Porsche 911 GT3-RSR       |
|       |          | GT1                                         | GT2                                    |
| 2005  | Гонщик   | Габриэль Гардель                            | Марк Либ Майк Роккенфеллер             |
| 2005  | Команда  | Vitaphone Racing — Maserati MC12            | Gruppe M — Porsche 911 GT3-RSR         |
| 2006  | Гонщик   | Михаэль Бартельс Андреа Бертоллини          | Джейми Мелу                            |
| 2006  | Команда  | Vitaphone Racing — Maserati MC12            | AF Corse — Ferrari F430 GT2            |
| 2007  | Гонщик   | Томас Бьяджи                                | Дирк Мюллер Тони Виландер              |
| 2007  | Команда  | Vitaphone Racing — Maserati MC12            | Motorola AF Corse — Ferrari F430 GT2   |
| 2008  | Гонщик   | Михаэль Бартельс Андреа Бертоллини          | Тони Виландер Джанмария Бруни          |
| 2008  | Команда  | Vitaphone Racing — Maserati MC12            | AF Corse — Ferrari F430 GT2            |
| 2009  | Гонщик   | Михаэль Бартельс Андреа Бертоллини          | Ричард Уэстбрук                        |
| 2009  | Команда  | Vitaphone Racing — Maserati MC12GT1         | AF Corse — Ferrari F430 GT2            |